# معبد أثينا نيكه

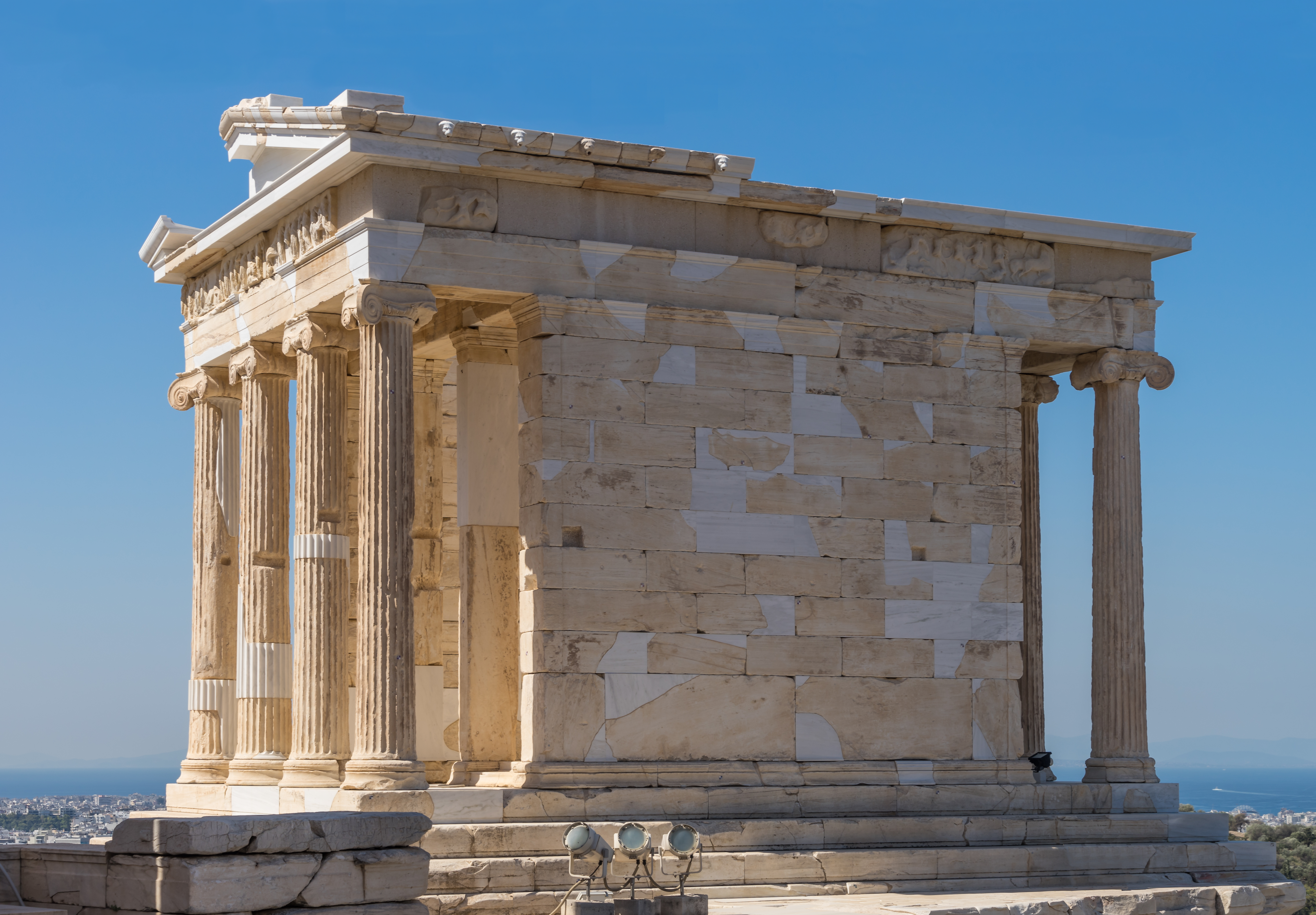
معبد أثينا نيكه

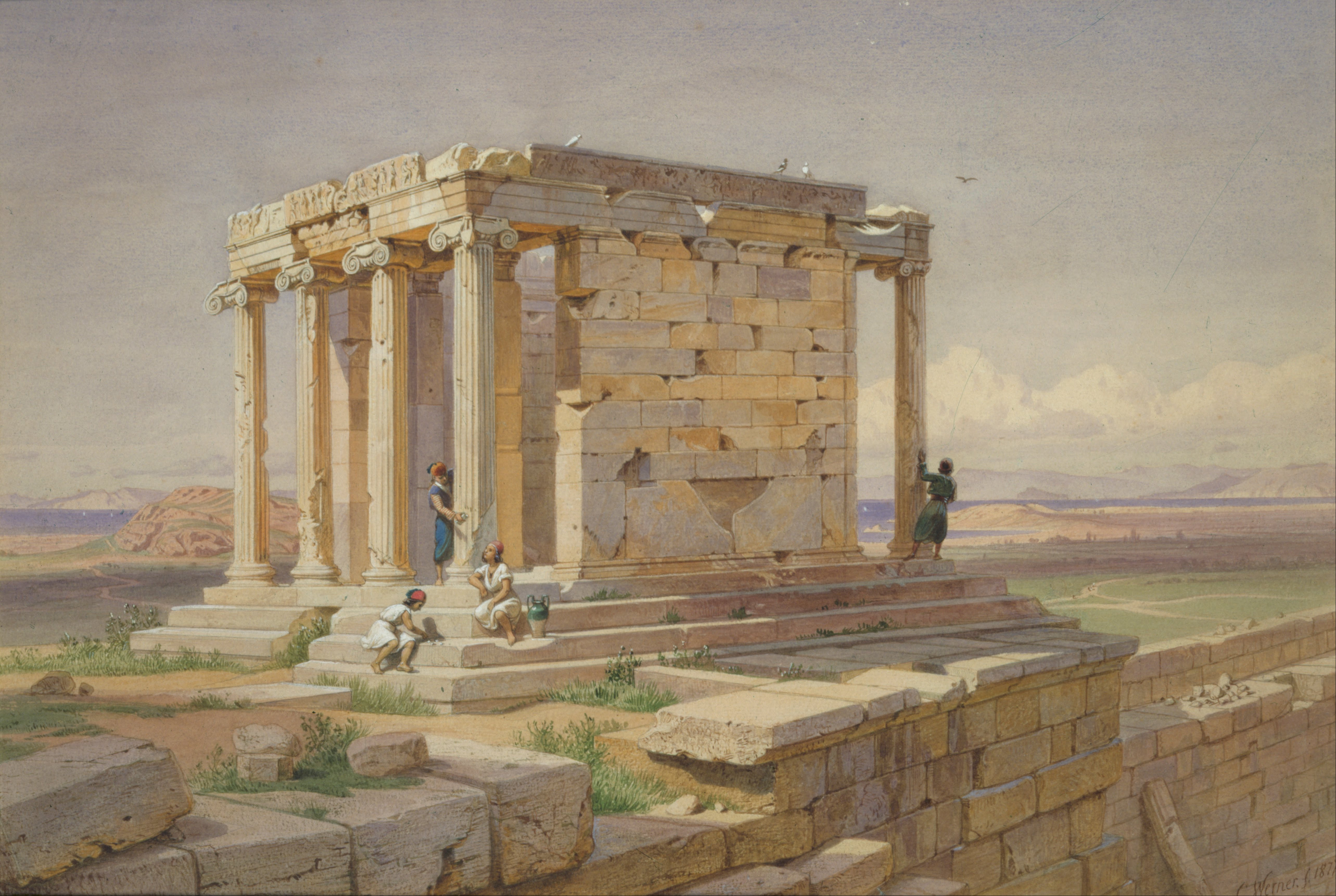
لوحة لمعبد أثينا نيكه، بريشة فيرنر كارل فريدريش، من عام 1877

معبد أثينا نيكه (باليونانية: Ναός Αθηνάς Νίκης Naós Athinás Níkis) هو معبد في الأكروبوليس في أثينا، مكرس للآلهتين أثينا ونيكه. بُني المعبد في حوالي عام 420 قبل الميلاد، وهو أقدم معبد إيوني بالكامل في الأكروبوليس. يقع المعبد في موقع بارز على معقل شديد الانحدار في الركن الجنوبي الغربي من الأكروبوليس على يمين المدخل. على عكس الأكروبوليس، يخترقه ملاذ محاط بسور بروبيلاي ويمر عبر الجناح الجنوبي الغربي لبروبيلايا وعبر درج ضيق في الشمال. تمت حماية الجدران الشاهقة في الشمال والغرب والجنوب بواسطة دريئة نيكه، التي سميت بإفريز نيكه للاحتفال بالنصر والتضحية لرعاتهم، مثل أثينا ونيكه.
كانت نيكه إلهة النصر في الأساطير اليونانية، وكانت أثينا تُعبد لكونها تمثل الانتصار في الحرب. عبد المواطنون الآلهة على أمل تحقيق نتيجة ناجحة في الحرب البيلوبونيسية الطويلة التي وقعت بين الأسبرطة والحلفاء.

## تاريخ

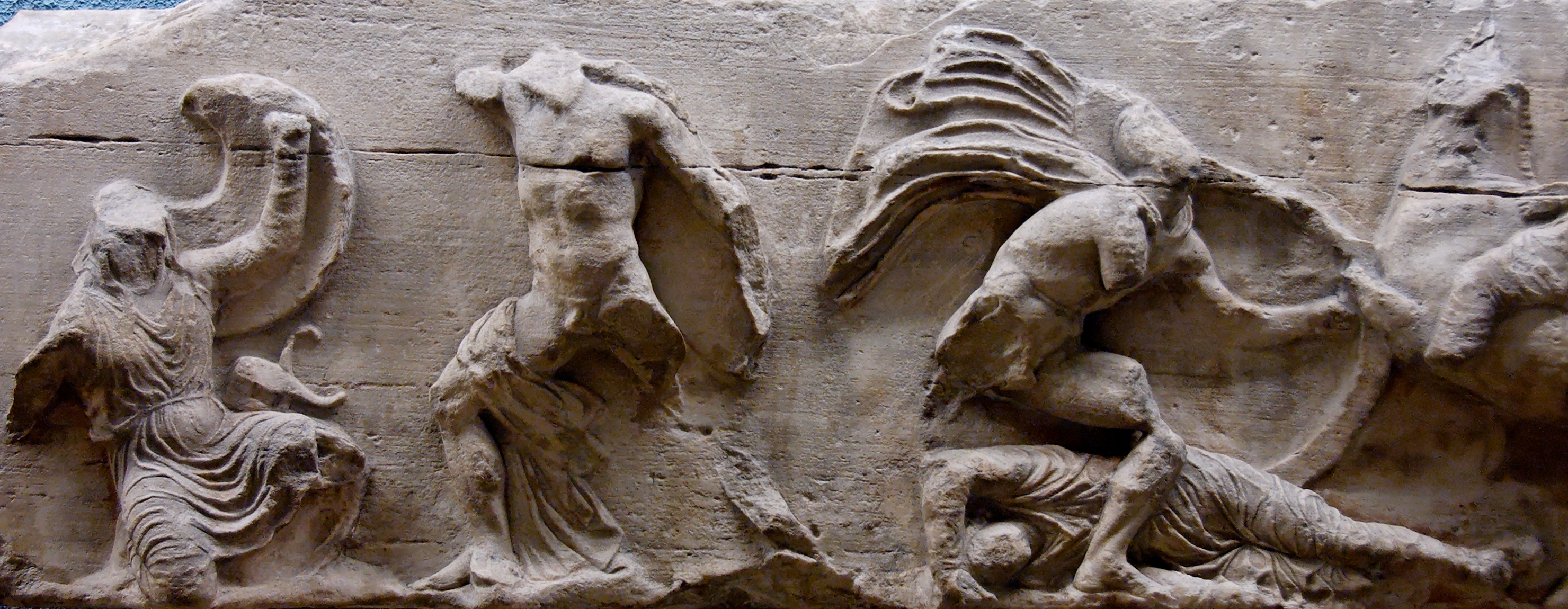
مشهد من معركة بلاتيا، من الإفريز الجنوبي لمعبد أثينا نيكه، المتحف البريطاني (لندن)

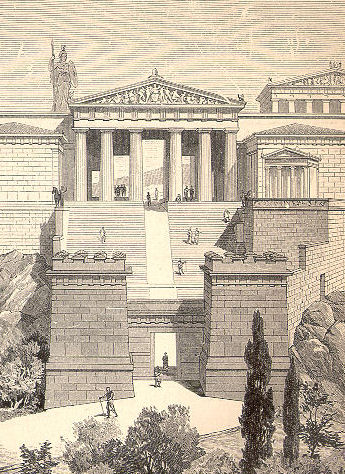
معبد أثينا نيكه على اليمين من بروبيلايه

كانت طائفة أثينا نيكه تعمل في أوائل القرن السادس قبل الميلاد. على بقايا المعقل الميسيني، تم وضع صورة عبادة لأثينا وهي جالسة تحمل رمانة في يدها اليمنى وتحمل خوذة في يسارها فوق قاعدة مربعة من الحجر الجيري. تم هدم حرم أثينا نيكه على يد الفرس في 480-479 قبل الميلاد وتم بناء معبد فوق البقايا. كان بناء المعبد الجديد قيد التنفيذ في عام 449 قبل الميلاد وتم الانتهاء منه حوالي 420 قبل الميلاد. أشرف على الطائفة كاهنة أثينا نيكه، التي تم تعيينها من خلال التخصيص الديمقراطي. إذا كان المعبد لا يزال قيد الاستخدام بحلول القرن الرابع، فقد تم إغلاقه أثناء اضطهاد الوثنيين في أواخر الإمبراطورية الرومانية.

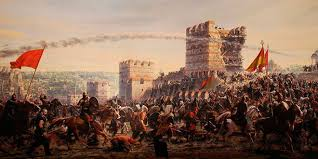
سقوط القسطنطينية بيد الدولة العثمانية، 1453

اليونان التي كانت تحت سيطرة الإمبراطورية البيزنطية، سقطت في يد الإمبراطورية العثمانية عام 1453 عندما غزت القسطنطينية. بقي المعبد على حاله حتى هدمه العثمانيون عام 1686 الذين استخدموا الحجارة لبناء دفاعاتهم. في عام 1834 أعيد بناء المعبد بعد استقلال اليونان. في عام 1998 تم تفكيك المعبد بحيث يمكن استبدال الأرضية الخرسانية المتهدمة وإزالة إفريزه ووضعه في متحف الأكروبوليس الجديد الذي تم افتتاحه في عام 2009. غالبًا ما كان يتم إغلاق معبد أثينا نيكه أمام الزوار مع استمرار العمل عليه. يتكون معرض المتحف الجديد من أجزاء من الموقع قبل أن يُعتقد أن الفرس قد دمروه في 480 قبل الميلاد. تم إنقاذ منحوتات من الأفاريز مثل: أفعال هرقل، تمثال موسكوفوروس، منحوتة تالفة لإلهة تُنسب إلى براكسيتيليس وفارس رامبين، بالإضافة إلى إهداءات كتابية ومراسيم ولوحات.

## التصميم المعماري

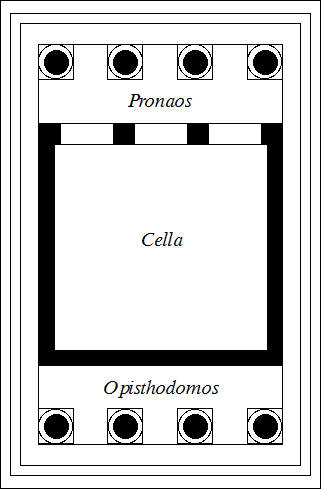
مخطط الطابق

تم الانتهاء من معبد أثينا نيكه حوالي 420 قبل الميلاد، خلال صلح نيكياس. المعبد عبارة عن هيكل رباعي الأعمدة على طراز إيوني مع رواق ذو أعمدة في كل من الواجهات الأمامية والخلفية (أمفيبروستيلي)، صممه المهندس المعماري كاليكراتيس. كانت الأعمدة على طول الجبهتين الشرقية والغربية عبارة عن أعمدة متجانسة. يمتد المعبد لـ8 أمتار (27 قدمًا بطول 5.5 متر (18.5 قدمًا) قدمًا) وعرض 7 أمتار (23 قدمًا). كان الارتفاع الإجمالي من الأساس (بالإنجليزية: Stylobate)‏ إلى قمة القوصرة بينما بقي المعبد سليمًا يمتد لـ7 أمتار (23 قدم). نسبة ارتفاع الأعمدة إلى قطرها هي سبعة لواحد (7:1)، بدلاً من النسبة القياسية تسعة لواحد أو عشرة لواحد 9:1 أو 10:1 في المباني الأيونية. تم تشييد المعبد من رخام بينديلي الأبيض، وقد تم بناؤه على مراحل حسب ما سمح به التمويل الراضخ للحرب.

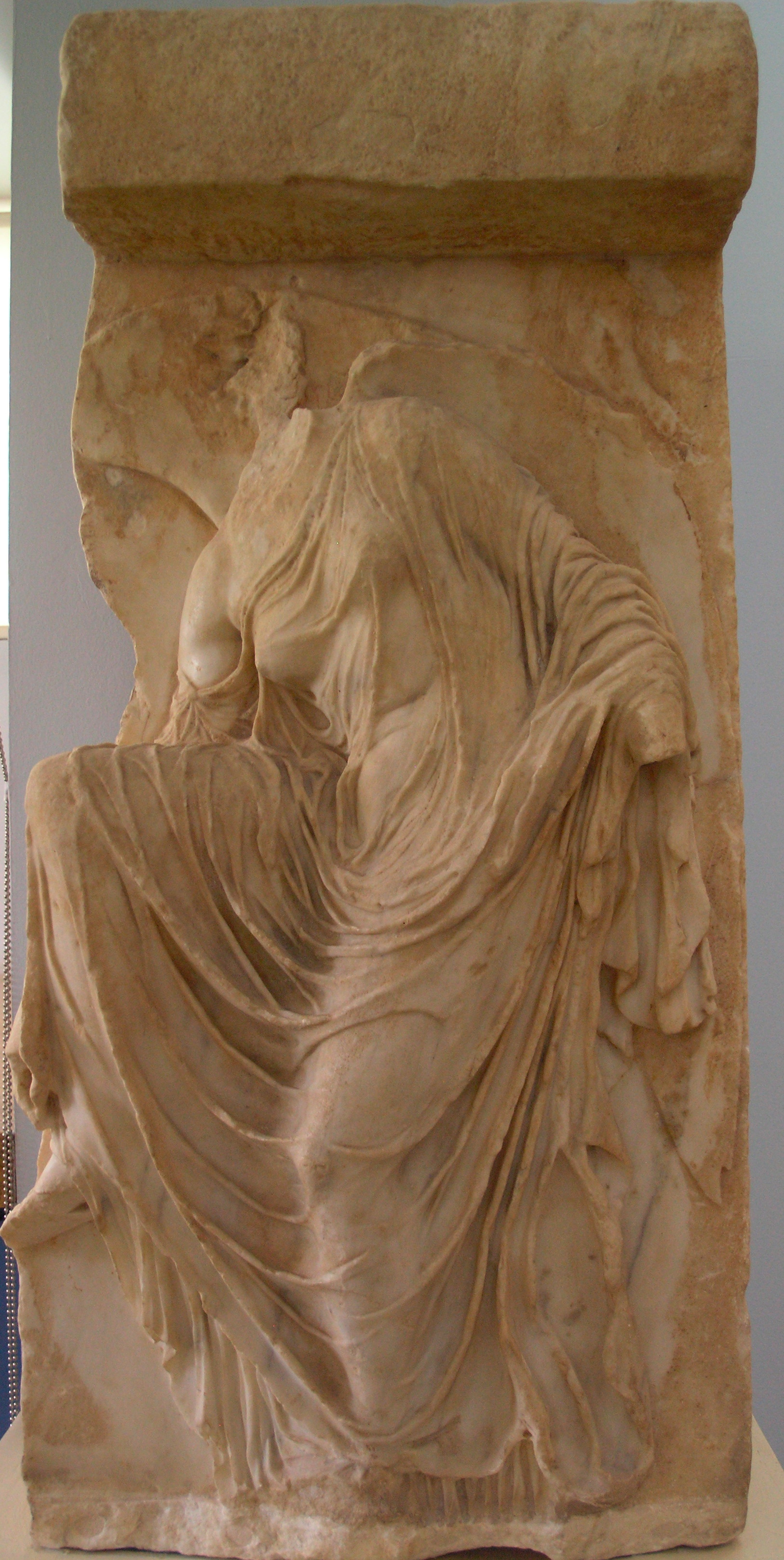
ارتياح من الحاجز حول المعبد يظهر إلهة قديمة تثبت صندلها. يقع في متحف الأكروبوليس

## الأفاريز والحواجز

### الأفاريز
تم تزيين أفاريز السطح الداخلي للمبنى من جميع الجوانب بنحت بارز على الطراز الكلاسيكي المميز للقرن الخامس قبل الميلاد. تم إعداد اتجاه المعبد بحيث يقبع الإفريز الشرقي فوق مدخل المعبد على جانب الشرفة. يصور إفريز الشمال معركة بين الإغريق بطلها سلاح الفرسان. يظهر الإفريز الجنوبي الانتصار الحاسم على الفرس في معركة بلاتيا. يُظهر الإفريز الشرقي مجموعة من الآلهة: أثينا وزيوس وبوسيدون، مما يجعل المعتقدات الدينية الأثينية وتقديس الآلهة مرتبطة بالمناخ الاجتماعي والسياسي لأثينا في القرن الخامس. يحتوي الإفريز الغربي على قدر كبير من المنحوتات الأصلية المحفوظة. على غرار الإفريز الشرقي، من المرجح أنه يروي قصة معركة، أو بشكل أكثر تحديدًا انتصارًا. هناك العديد من الجثث المصورة (أكثر من أي من الأفاريز الثلاثة الأخرى) وصور لشخص على وشك أن يتعرض للقتل على يد بعض الشخصيات ذات الخوذ. هذه المعركة بين الجيوش على الأرجح تصور مذبحة أهل كورنثوس على يد الأثينيين.
بعد مرور بعض الوقت على اكتمال المعبد، تم إضافة دريئة حوله في حوالي 410 قبل الميلاد لمنع الناس من السقوط من الزاوية شديدة الانحدار. تم تزيين الجزء الخارجي من الحاجز بمنحوتات تُظهر الآلهة نيكه في مجموعة متنوعة من الأنشطة، بما في ذلك تمثالين لنيكه يحتسيان من كأس، وكل ذلك في موكب.
قام المهندسان المعماريان كريستيان هانسن وإدوارد شوبرت بحفر المعبد في ثلاثينيات القرن التاسع عشر. تم تفكيك المبنى بالكامل في القرن السابع عشر وتم وضع الحجر في الجدار المحيط بالتل. تم إجراء تجميع بدائي في عام 1836 عندما أعيد بناء المعبد من الأجزاء المتبقية. تم الانتهاء من الترميم الثالث في صيف 2010. الهيكل الرئيسي والنمط والأعمدة سليمة إلى حد كبير، إلا السقف ومعظم أجزاء القوصرة. شظايا من الإفريز المنحوت معروضة في متحف الأكروبوليس والمتحف البريطاني؛ تم تثبيت نسخ من هذه الشظايا في مكانها في المعبد.

### حاجز المعبد
على الحاجز، كان يقبع تمثال رخامي شهير لنيكه بلا أجنحة. وضعية هذا التمثال تجعل نيكه تميل نحو قدمها اليمنى مع مد ذراعها اليمنى نحو صندلها وملابسها تنزلق من كتفها. لفترة من الوقت، حام الكثير من الجدل حول ما من المفترض أن تمثله صور هذا التمثال. تحضر العديد من الاستخدامات الأخرى للفن اليوناني المتعلق بالصندل الموجود في الأكواب والمزهريات وحتى على أفاريز البارثينون. ومع ذلك، فإن كل هذه الصور تمثل الأشخاص وهم ينحنون مع فرد ذراعيهم لضبط أو ربط صندلهم. الاختلاف في الصور بين استعمال يد واحدة أو اثنيتن هو ما تسبب في التناقض حول معنى تمثال نيكه عديم الأجنحة. من المرجح أن تقوم نيكه بدلاً من ذلك بإزالة أو فك صندلها بدلاً من تعديله أو ارتدائه. يُعتقد أن هذا الاستخدام للصور يستعمل لإثبات عملية إزالة الأحذية للذين يدخلون المعبد لتكريم أثينا، حيث كان هذا بناء تقليديًا للعبادة.

إن حاجز نيكه الشهير الذي تظهر فيه وهي تزيل صندلها هو مثال على الستائر الرطبة. تتضمن الأقمشة المبللة إظهار شكل الجسم مع إخفاء الجسد بالملابس. تصور بعض الأفاريز الحروب الفارسية والبيلوبونيسية. احتوت الأفاريز على مشهد لسلاح الفرسان من معركة ماراثون وانتصار يوناني على الفرس في معركة بلاتيا. تمثل هذه المعارك الهيمنة اليونانية والأثينية من خلال القوة العسكرية والأحداث التاريخية. يقف تمثال نيكه في سيلا، ويشار إليه بالناووس. كانت نيكه في الأصل إلهة "النصر المجنح" (طالع تمثال نيكه المجنح). أدى غياب الأجنحة في تمثال أثينا نيكه إلى أن سماه الأثينيون في القرون اللاحقة أبتيروس نايك أو النصر بلا أجنحة، وصورت القصة أن التمثال حُرم من الأجنحة حتى لا يمكنه مغادرة المدينة أبدًا.

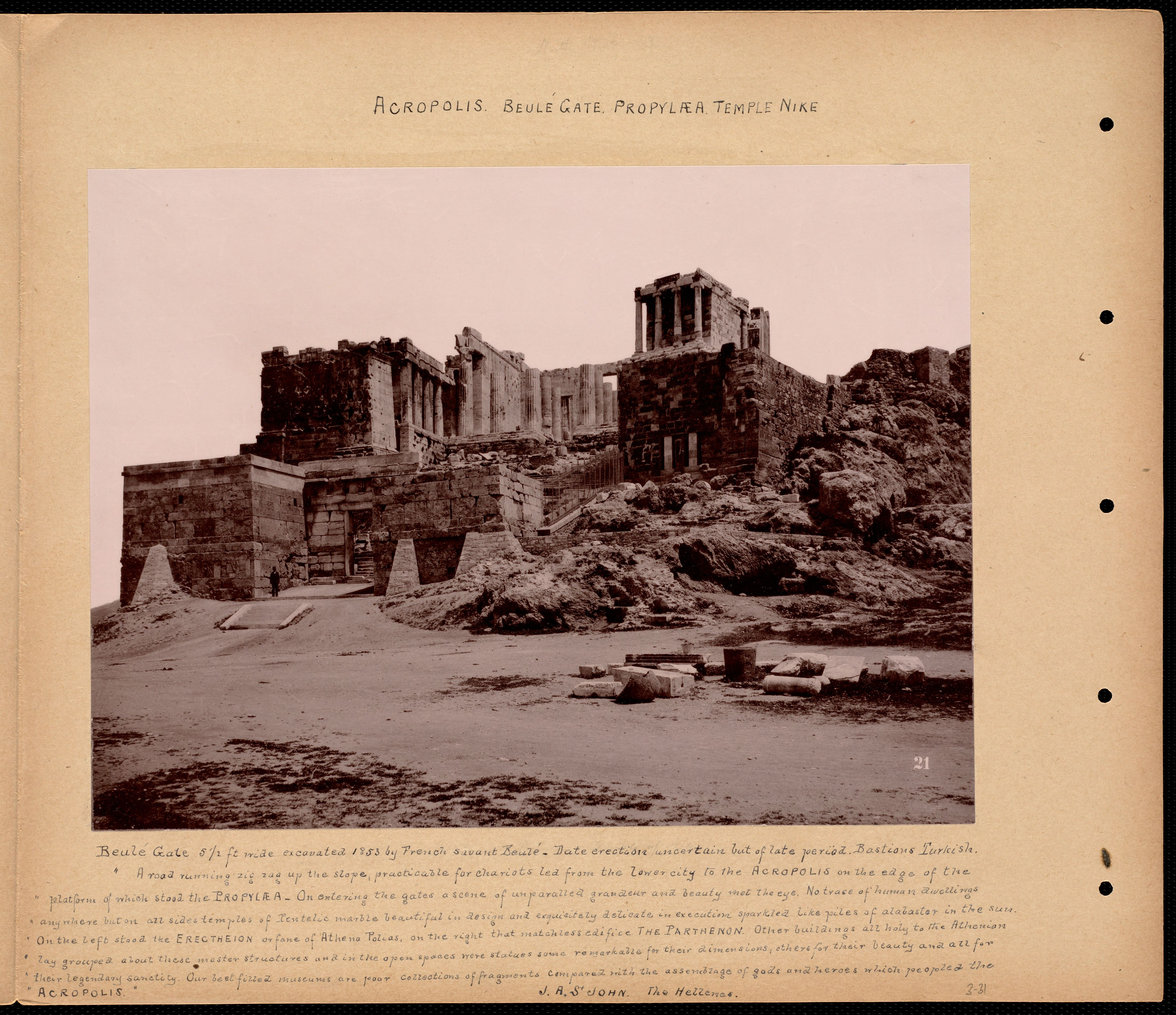
صورة عام 1893 للأكروبوليس تظهر بوابة بيولي وبروبيلا ومعبد أثينا نيكه

## كورنيش وسيما

### كورنيش (الطُنُف)
يتبع الكورنيش التصميم المعماري القياسي ويقبع مباشرة فوق الإفريز ويلتف حول الهيكل بأكمله. يُعتقد أن العديد من أقسام الكورنيش التي تم اكتشافها جزء من معبد أثينا نيكه، ومع ذلك، يعتقد بعض علماء الآثار أن بعض القطع التي تم العثور عليها بالقرب من المعبد قد لا تكون جزءًا منه. هذه القطع من الكورنيش مبطنة من الداخل بمجموعة من الثقوب، مما يدعم فكرة أن الكورنيش تم تثبيته في مكانه بواسطة المسامير التي ربطته بالإفريز. العديد من قطع الكورنيش هذه قد تعرضت للتجوية والتآكل لدرجة أن ثقوب المسامير لم تعد مرئية.
يمتد الكورنيش بشكل مسطح وبدون قوالب. هناك أدلة تشير إلى أن الكورنيش كان سيتم رسمه في وقت ما. ومع ذلك، نظرًا لزوال التصميمات المعمارية منذ فترة طويلة، فإن معرفة ما كان يمكن أن يكون التصميم قد ضاعت.

### سيما (زُخْرُفٌ مُمَوَّجٌ)
مباشرة فوق الكورنيش، على الجانبين الشمالي والجنوبي للمعبد، تقع سيما. تقبع بزاوية مائلة على كلا الجانبين، وتُكون المنحدر الذي يشكل السقف والقاعدة. يمتد على طول سيما مجموعة من رؤوس الأسد التي تمتد إلى الخارج. في كل طرف من أطراف سيما، حيث ستتحول الزوايا إلى الوجوه الشرقية والغربية للمعبد، توجد قصاصات فوق سيما مباشرةً حيث تم وضع أكروتيريا.

## أكروتيريا (قواعد التماثيل)
كان الجسم الرئيسي للتمثال المركزي الذي يتكون من الأكروتيريا مكونًا من البرونز وليس الرخام. هناك دليل على استخدام التزيين بالذهب والأسلاك الذهبية من خلال النواة البرونزية الرئيسية. افترض الباحثون شكل التمثال، لكن لا يوجد أي أثر للنحت الأصلي ليبين الشكل الذي كان يبدو عليه الأكروتيريا المركزية. يمكن قول الشيء نفسه عن التماثيل التي ستشكل الأكروتيريا الشرقية والغربية. كلاهما مصنوعان من البرونز ومن المستحيل معرفة كيف كان يمكن أن يكون شكلهما. تشمل النظريات حول شكل التمثال المركزي أنه كان على شكل الحصان المجنح بيغاسوس أو الوحش كمير. ومع ذلك، قد تكون هذه النظريات غير مرجحة لأن نسب أجسام هذه الحيوانات لن تتطابق مع مكان وضع أقدامها في الكتلة الأساسية لأكروتيريا.

### نظريات حول التمثال
تقول النظرية المحتملة عن الأكروتيريا المركزية أنه عبارة عن حامل ثلاثي القوائم من البرونز، على غرار تلك التي كان من الممكن أن يكون موجودا في معبد زيوس في أولمبيا. لم تختبر مصداقية هذه الفرضية لعدة أسباب: 1) ستكون نظرية واقعية حول شكل التمثال لأن أبعاد الحامل ثلاثي الأرجل ستتناسب مع قطع الكتلة الداعمة (على عكس نظريات الحيوان). 2) من المحتمل أن يكون الحامل ثلاثي القوائم عبارة عن تمثال يحتوي على لب من البرونز. 3) يشيع استخدام الحامل ثلاثي القوائم كرمز للنصر.
الكأس التذكاري هو نظرية أخرى عن الأكروتيريا المركزية التي لم يتم دحضها بعد للعديد الأسباب المشابهة. هناك أيضًا بعض المنحوتات على الحواجز المحيطة التي تصور الآلهة نيكه وهي تضع كأسًا.
النظرية الأخيرة التي لم تُختبر مصداقيتها حتى الآن هي الأكروتريا مركزية لتمثال للآلهة نيكه وهي تطير. تفيد الفكرة بأن تمثال نيكه المجنح كان سيوضع فوق الدرع مباشرة وعلى جانبيه كانت ستقف نيكه حاملة أسلحة مخصصة للآلهة. هذا الشكل الخاص بالأكروتريا المركزية من شأنه أن يفسر عمليات القطع في الكتلة الداعمة التي لم تكن لتتطابق مع بعض الأشكال الأخرى.

## روابط خارجية
- معبد أثينا نيكه المصور للدكتور جيه
- معبد أثينا نيكه إفريز صور
- معبد أثينا نيكه - وزارة الثقافة والسياحة اليونانية
- معبد أثينا نيكه، أثينا
- معبد أثينا نيكه، أثينا
- معبد أثينا نيكه، أثينا نسخة محفوظة 2015-04-07 على موقع واي باك مشين.
- معبد أثينا نيكه: ضريح صغير مخصص لأحد أبراج أثينا
- معبد أثينا نيكه